# Your Disco Needs You
"Your Disco Needs You" är en danspopsång av australiska sångerskan Kylie Minogue för hennes sjunde studioalbum Light Years (2000). Sången är skriven av Kylie Minogue, Guy Chambers och Robbie Williams, och producerad av Chambers och Steve Power. Sången fick positiva recensioner från många äldre och nutida musikkritiker.

## Utgivning och inspelning
Sången släpptes som den femte singel från albumet Light Years i början av 2001 av EMI Germany. Sången fick också en begränsad utgivning i Australien med endast 10.000 exemplar. "Your Disco Needs You" är musikaliskt en traditionell disco-låt. Albumversionen har mindre arrangemang med mestadels trumrytmer. Men den singelversionen var en mer upbeat-version med vocoder och flera fyllmedel. De texter av sången tala om kraften i discomusik.
Den ursprungliga versionen innehåller fyra rader på franska. Under samma sessionen inspelad Minogue versioner med dessa rader på andra språk, inklusive tyska, spanska och japanska.

## Format- och låtlista
Tyska CD single 1
1. "Your Disco Needs You" (3:33)
2. "Your Disco Needs You" (Almighty Mix Edit) (3:29)
3. "Your Disco Needs You" (Almighty Mix) (8:22)
4. "Your Disco Needs You" (German Version) (3:33)
5. "Password" (3:49)

Tyska CD single 2
1. "Your Disco Needs You" (Casino Mix) (3:38)
2. "Your Disco Needs You" (3:33)
3. "Your Disco Needs You" (Almighty Mix) (8:22)
4. "Please Stay" (7th District Club Flava Mix) (6:33)

Australiensiska CD single
1. "Your Disco Needs You" (3:33)
2. "Your Disco Needs You" (Almighty Mix Edit) (3:29)
3. "Your Disco Needs You" (Almighty Mix) (8:22)
4. "Your Disco Needs You" (Casino Mix) (3:38)
5. "Your Disco Needs You" (German Version) (3:33)
6. "Password" (3:49)